# Janus Pannonius

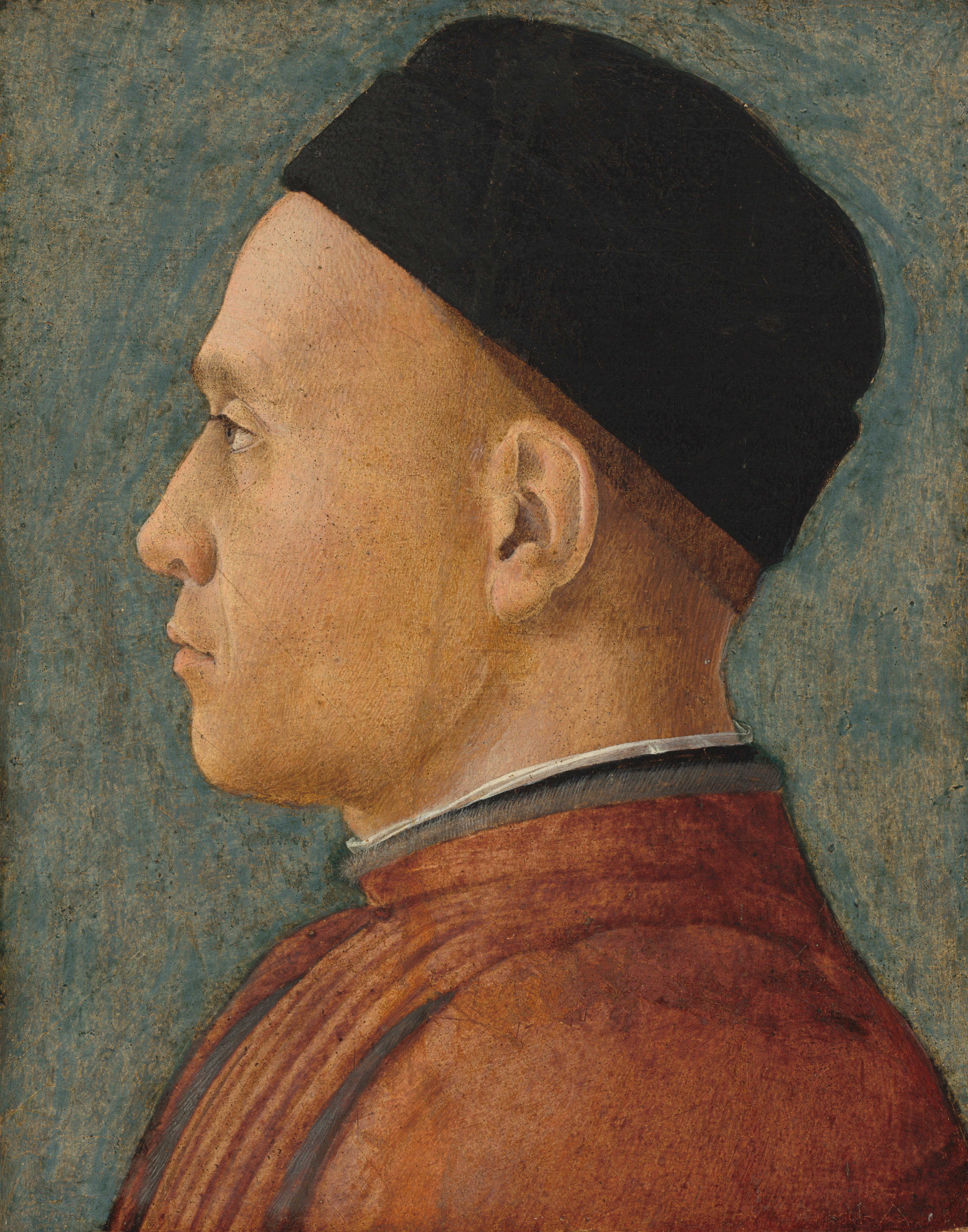
Janus Pannonius, gemalt von einem Renaissancekünstler, um 1470.

Janus Pannonius (kroatisch Ivan Česmički, ungarisch Csezmiczei János; deutsch Johannes Csezmiczei, Ivan oder János von Čazma nach seinem nordkroatischen Geburtsort; * 29. August 1434 in Čazma; † 27. März 1472 auf Burg Medvedgrad bei Zagreb) war ein Gelehrter, Humanist, Dichter der Renaissance-Metrik, Jurist, Diplomat und Bischof von Fünfkirchen (Quīnque Ecclēsiae).

## Leben
János von Čazma war wahrscheinlich der Sohn eines kroatischen Adeligen. Über seine Kindheit ist wenig bekannt. Seine Mutter Borbála Vitéz [Aussprache: „Witehs“] († 1463) war eine Schwester von Bischof Johann Vitéz, seit 1465 Primas von Ungarn. Nach dem Tod seines Vaters schickte dieser ihn um 1447 an die Schule von Guarino da Verona am damals als Zentrum humanistischer Kunst und Kultur gerühmten Hof des Markgrafen Leonello d’Este in Ferrara. Von 1454 bis 1458 studierte er in Padua Jura und kehrte nach seiner Promotion  in 'Kanonischem Recht' nach Ungarn zurück, wo er rasch Karriere machte, zunächst als Domherr bei seinem Onkel in Wardein, sodann als ungarischer Dichter am Hofe des ungarischen Königs Matthias Corvinus. Dieser wollte seine in Italien erworbenen Erfahrungen nicht ungenutzt lassen und gab ihm einen Posten in der königlichen Kanzlei. Am 5. November 1459 machte man ihn zum Bischof von Fünfkirchen, wobei der Erzbischof von Gran sein Mentor wurde. Am 16. Februar 1460 erhielt er von Pius II. das Bistum übertragen. 1465 ging er im Auftrag des ungarischen Königs als Gesandter nach Rom, um sich päpstliche Unterstützung im Kampf gegen die Osmanen zu holen.
Mit seinem Onkel schloss er sich 1471 einer Verschwörung gegen den König wegen dessen autokratischen Regierungsstils an und versuchte vergeblich, König Kasimir von Polen auf den ungarischen Thron zu bringen. Er musste deshalb nach Kroatien flüchten, wo er 1472 im 38. Lebensjahr starb (sein Onkel starb vier Monate später im Hausarrest in Gran).
Janus Pannonius, wie er sich selbst als Humanist nannte, verfasste zahlreiche Gedichte und Epigramme und tat sich hervor als Übersetzer antiker Autoren. Besonders die Lehre Plotins hatte es ihm angetan. Er schrieb in lateinischer Sprache. Janus Pannonius entwarf seine eigene Grabinschrift (Übersetzung): „Janus ruht allhier, der als erster die lorbeergeschmückten Musen von Helikons Höhen an die Ufer des heimischen Ister gebracht hat.“ Eine Bronzestatue befindet sich unterhalb der Burg in Fünfkirchen. Der Biograph Vespasian da Bisticci erklärte, dass sich der ungarische Humanist sowohl durch seine Tugendhaftigkeit, als auch seine Gelehrsamkeit auszeichnete.

## Werke
Mehrere Gesänge, beispielsweise der damals recht beliebte und bekannte Lobgesang (Panegyrica Silua) auf Guarino, Elegien und eine Sammlung von Epigrammata sind erhalten geblieben.
Aus der Frühphase stammen lobende Epigramme für Guarino, Gedichte über Freunde und Bekannte, Schmähgedichte gegen Gryllus (a là Catull), frivole Gedichte über Liebhaberinnen und bezüglich der Erschaffung beiden Geschlechter.
Später erscheinen Epigramme mit größerem Fokus auf die Natur und lobende Gedichte für Matthias Corvinus sowie Gedichte, die in der Hoffnung auf den künftigen Frieden in Europa geschrieben wurden.

## Ausgaben
- István Borzsák, Ágnes Ritoók-Szalay (Hrsg.): Iani Pannonii opera quae manserunt omnia. Balassi Kiadó, Budapest 2006 ff. (kritische Gesamtausgabe)
  - Band 1: Epigrammata.
    - Faszikel 1: Textus. Hrsg. von Gyula Mayer, László Török, 2006, ISBN 963-506-676-7